# Kisou
Kisou è un album del gruppo giapponese Dir En Grey, pubblicato nel 2002 dalla Firewall Div./SMEJ.

## Tracce
1. Kigan – 4:05
2. Zomboid – 4:24
3. 24th Cylinder – 6:08
4. Filth – 4:55
5. Bottom of the Death Valley – 5:55
6. Embryo – 5:40
7. Shinsou – 2:06
8. Gyakujoutannou Keloidmilk – 4:43
9. The Domestic Fucker Family – 3:08
10. Undecided – 4:53
11. Mushi – 6:28
12. Shinsou – 0:59
13. Jessica – 4:13
14. Karasu – 5:26
15. Pink Killer – 3:51
16. Shinsou – 3:03